# Gamasomorpha servula
Gamasomorpha servula är en spindelart som beskrevs av Simon 1908. Gamasomorpha servula ingår i släktet Gamasomorpha och familjen dansspindlar.
Artens utbredningsområde är Western Australia. Inga underarter finns listade i Catalogue of Life.